# Munnopsurus laevis
Munnopsurus laevis är en kräftdjursart som först beskrevs av Richardson1909.  Munnopsurus laevis ingår i släktet Munnopsurus och familjen Munnopsidae. Inga underarter finns listade i Catalogue of Life.